# Ansistaria silva
Espèce
Synonymes
- Leroya silva Lewis & Dippenaar-Schoeman, 2014

Ansistaria silva est une espèce d'araignées aranéomorphes de la famille des Thomisidae.

## Distribution
Cette espèce se rencontre en Ouganda, au Rwanda et au Congo-Kinshasa.

## Description
Les mâles mesurent de 3,04 à 3,92 mm et les femelles de 3,89 à 4,22 mm.

## Systématique et taxinomie
Cette espèce a été décrite sous le protonyme Leroya silva par Lewis et Dippenaar-Schoeman en 2014. Leroya Lewis & Dippenaar-Schoeman, 2014 étant préoccupé par Leroya Grandidier, 1887, il a été remplacé par Ansistaria par Sherwood en 2022.

## Publication originale
- Lewis & Dippenaar-Schoeman, 2014 : « Revision of the spider genus Mystaria Simon, 1895 (Araneae: Thomisidae) and the description of a new genus from the Afrotropical region. » Zootaxa, no 3873(2), p. 101-144.